# Славко Кујунџић
Славко Кујунџић (Подграб, Пале, 5. децембар 1955), бивши начелник Пала испред СДС-а, стручни савјетник за локални економски развој, туризам и екологију, дипломирани инжињер шумарства и доктор географских наука.

## Биографија
Основну школу завршио у родном Подграбу, потом средњу Шумарску техничку школу 1974. године на Илиџи, а Шумарски факултет у Сарајеву 1979. године. На Филозофском факултету у Источном Сарајеву, Одсјеку за географију, магистрирао је 15. јуна 2006. године на тему Заштита, валоризација и одрживи развој природног добра Јахорина и стекао звање магистра туризма и екологије. На истом факултету је и докторирао из области заштите животне средине, 3. фебруара 2012. године, на тему Географски простор Источног Сарајева, проблем отпада и његов утицај на животну средину, чиме је стекао титулу доктора географских наука.

## Каријера
Прво је радио у И ООУР „Бујице“ Коњиц (водопривреда) од 1979. до 1981. године као руководилац на изградњи водопривредних објеката; ИИ ООУР шумарство „Горица“ Шипово (шумарство) од 1981. до 1987. – руководилац оперативне припреме и технички директор; ИИИ ООУР ДИ „Искра“ Шипово – принудни управник 1987/88, директор од 1988. до 1991; ИВ ООУР шумарство „Јахорина“ Пале, касније ЈПШ „Шуме“ РС, ШГ „Јахорина“ – директор од 1991. до 2000, шеф техничке припреме 2005/2006. Био је начелник Општине Пале од 2000. до 2004. године, а потом стручни савјетник за локални економски развој, туризам и екологију од 2006. У периоду 1997/98. био је народни посланик у НС Републике Српске. Објавио је више од двадесет научних и стручних радова. Аутор је тридесетак пројеката, елабората и студија.
Од 2007. учествовао је на више семинара из области функционисања ЕУ, претприступних фондова ЕУ, писања и кандидовања пројеката према фондовима ЕУ итд. Са тих семинара посједује четрнаест цертификата.
Тренутно ради као стручни савјетник за локални економски развој, туризам и екологију у општини Пале код начелника Бошка Југовића.